# Christine-Madeleine de Deux-Ponts-Cleebourg
Christine-Madeleine de Deux-Ponts-Cleebourg (27 mai 1616– 14 août 1662) est une princesse allemande de la Maison de Wittelsbach, margravine de Bade-Durlach. Elle était la fille de Jean-Casimir de Deux-Ponts-Cleebourg et de la princesse Catherine de Suède (petite-fille de Gustave Ier Vasa et fille de Charles IX Vasa, cette dernière fait le lien entre la Maison de Vasa et, plus tard, les maisons de Holstein-Gottorp et Bernadotte). Christine-Madeleine était une sœur de Charles X Gustave, et a grandi en Suède.

## Biographie
Christine-Madeleine est née à Nyköping, en Suède, avant que ses parents ne s'installent en Allemagne en 1618, trois ans après leur mariage. En 1622, la famille quitte la Suède pour éviter la Guerre de Trente Ans. Christine-Madeleine a été décrite comme une "assez jolie et agréable femme" et elle a été une amie de sa tante la reine Marie-Éléonore de Brandebourg, épouse de son oncle Gustave II Adolphe et mère de la reine Christine. Elle a accompagné Marie-Éléonore en Allemagne, en 1631, et est retourné en Suède en 1633. Cette même année a vu l'échec des négociations à propos d'un mariage éventuel avec Bernard de Saxe-Weimar.
Après la mort de sa mère en 1638, le parlement suédois lui demande de s'occuper de l'éducation de la fille de Marie-Eléonore, la future reine Christine de Suède. Elle l'a fait jusqu'à son mariage en 1642.
Les négociations pour son mariage commencent en 1637, avec "un jeune et riche Marquis de Huntly (en)" en 1641. La même année, Frédéric VI de Bade-Durlach visite la Suède : après avoir sympathisé avec son frère le prince héritier Charles-Gustave, il est accepté comme son soupirant.
Le mariage a lieu à Stockholm, après avoir été reporté jusqu'au 30 novembre 1642, à cause d'un incendie qui éclate le 26 novembre dans un bal juste avant leur mariage. Son conjoint postule pour un poste dans l'armée suédoise, mais celle-ci ne souhaite pas employer des princes étrangers, et par conséquent, le couple s'installe en Allemagne.
En 1654, son frère Charles X Gustave succède comme roi de Suède à leur cousine germaine la reine Christine, et en 1656, il lui accorde des biens à Kutzenhausen, qui lui fournissent un revenu. Christine-Madeleine devient margravine consort de Bade-Durlach, lorsque son conjoint devient margrave, en 1659. Elle meurt en 1662.
En Allemagne, Christine-Madeleine reçoit un bon jugement de ses contemporains et est décrite comme "d'excellent caractère".

## Descendance
Tous les rois suédois d'Adolphe-Frédéric à Charles XIII puis depuis Gustave VI Adolphe, descendent de Christine-Madeleine et Frédéric VI de Bade-Durlach. Le couple a neuf enfants :
- Frédéric Casimir de Bade-Durlach (1643-1644)
- Christine de Bade-Durlach (1645-1705) : en 1665 elle épouse le margrave Albert de Brandebourg-Ansbach (1620-1667), veuve elle épouse en 1681 Frédéric Ier de Saxe-Gotha-Altenbourg (1646-1691)
- Éléonore de Bade-Durlach (1646-1646)
- Frédéric VII Magnus de Bade-Durlach (1647-1709) : d'où la suite des margraves de Bade-Durlach et la succession des rois de Suède à partir d'Adolphe-Frédéric en 1751
- Charles-Gustave de Bade-Durlach (1648-1703) : en 1677 il épouse Anne-Sophie de Brunswick-Wolfenbüttel (morte en 1742), (postérité)
- Catherine Barabara de Bade-Durlach (1650-1733)
- Jeanne-Élisabeth de Bade-Durlach (1651-1680) : en 1673 elle épouse le comte Jean Frédéric de Brandebourg-Ansbach (1654-1686) ; tous les rois de Suède depuis Charles XV Bernadotte en descendent
- Frédérique Éléonore de Bade-Durlach (1658-1658)
- Frédéric de Bade-Durlach (mort en 1734), seigneur de Münzesheim.